# Kostel svatého Jana Křtitele a svatého Jana Evangelisty (Brno-město)
Kostel svatého Jana Křtitele a Jana Evangelisty, běžně zvaný jako kostel svatých Janů, je římskokatolický chrám postavený ve 13. století při minoritském klášteře v historickém centru Brna. Areál kláštera s kostelem a loretánskou kaplí je od roku 1964 chráněn jako kulturní památka.

## Dějiny

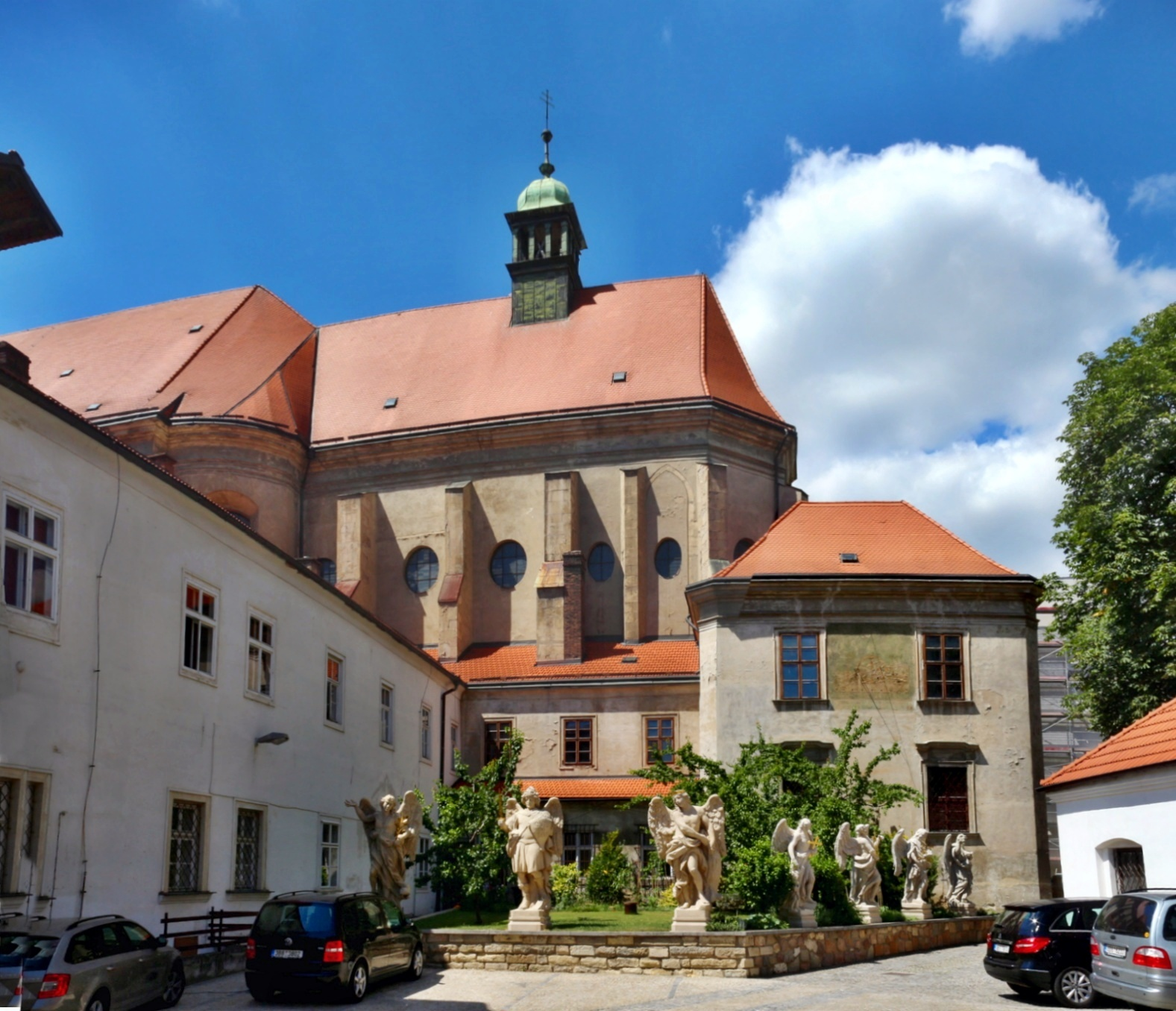
Kostel s přilehlým klášterem

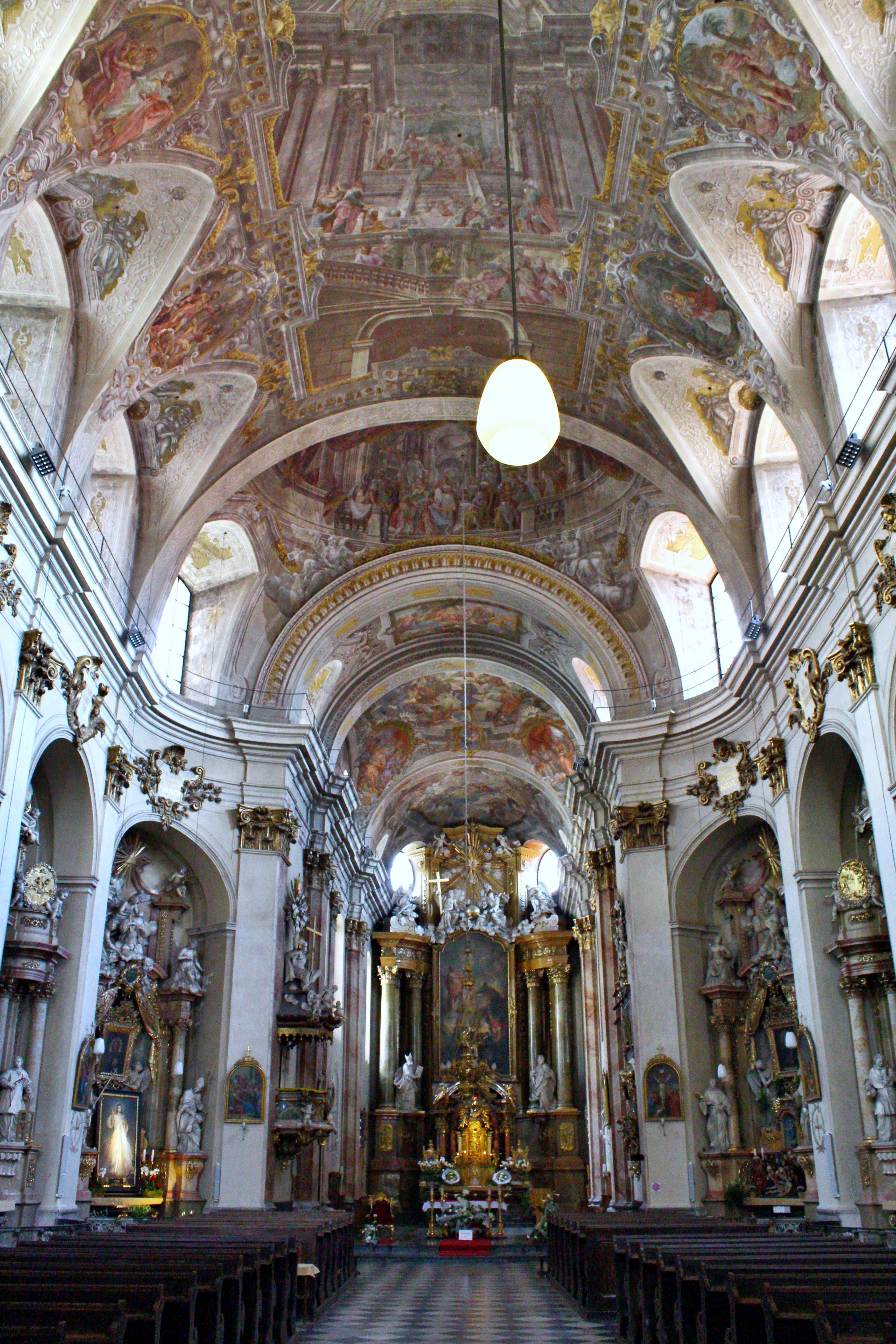
Interiér kostela

Minoritský řád přišel do Brna někdy mezi lety 1227 a 1239. Společně se vznikem klášterního provizoria byl postaven i provizorní kostelík svatého Jana Křtitele, jehož pozůstatky byly údajně nalezeny při stavebních pracích v roce 1722. V polovině 13. století vznikl definitivní chrám, který byl roku 1257 vysvěcen olomouckým biskupem Brunem ze Schauenburku. O pět let později byl celý areál kláštera postižen požárem. Donátorem obnovy stavby se stal Mikuláš Opavský, jenž také společně s chotí Anežkou našel v kostele místo posledního odpočinku.
Po klášterní novostavbě a opravách kostela existoval na začátku 14. století minoritský chrám, jenž je v obvodových zdech zachován dodnes. V severním rohu mezi lodí a kněžištěm stála štíhlá věž. V této gotické trojlodní podobě zůstal chrám až do 17. století, kdy byla roku 1678 věž zbořena.

### Hrobka opavských Přemyslovců
Původně se měl kostel stát rodovým pohřebištěm vedlejší linie opavských Přemyslovců. Pohřbeni zde jsou:
- Mikuláš Opavský – nemanželský syn českého krále Přemysla Otakara II.
- Adelheida Opavská – manželka Mikuláše Opavského

### Barokní přestavba
K výrazným úpravám došlo v první polovině 18. století: v sousedství kostela byla postavena loretánská kaple, konvent byl rozšířen a klášterní kostel byl zbarokizován ve dvou etapách Mořicem Grimmem. Nejprve byl v roce 1722 upraven presbytář, který dostal novou klenbu a nová okna, následně v letech 1729–1733 byla přestavěna hlavní loď. Grimm nechal strhnout sloupy trojlodí (chrám je nyní jednolodní) a původní klenbu, kterou nechal nahradit novou barokní, zesílil obvodové zdi, prodloužil loď o jedno pole a vystavěl nové průčelí v duchu dynamického baroka. V této podobě existuje kostel svatého Jana Křtitele a Jana Evangelisty dodnes.

### Farním kostelem
Dne 1. září 1784 se minoritský chrám při reorganizaci farní správy nově stal farním kostelem pro jednu třetinu tehdejšího Brna (tedy třetinu dnešního historického centra). Farnost byla později rozšířena do oblasti Cejlu.